# نظاميات الشخصية
نظاميات الشخصية دي حاجة بنت معرضة هي مساهمة في علم نفس الشخصية والعلاج النفسي لخصها جيفري J. ماغناقیتا في عامي 2006 و 2009. إنها دراسة العلاقات المتبادلة بين النظم الفرعية للشخصية وتضمهم في النظام الإيكولوجي بأكمله . يندرج هذا النموذج في الفئة المعقدة من النهج البيولوجي النفسي الاجتماعي للشخصية. في الأصل، صيغ مصطلح نظاميات الشخصية من قبل وليام غرانت دالستروم في عام 1972.

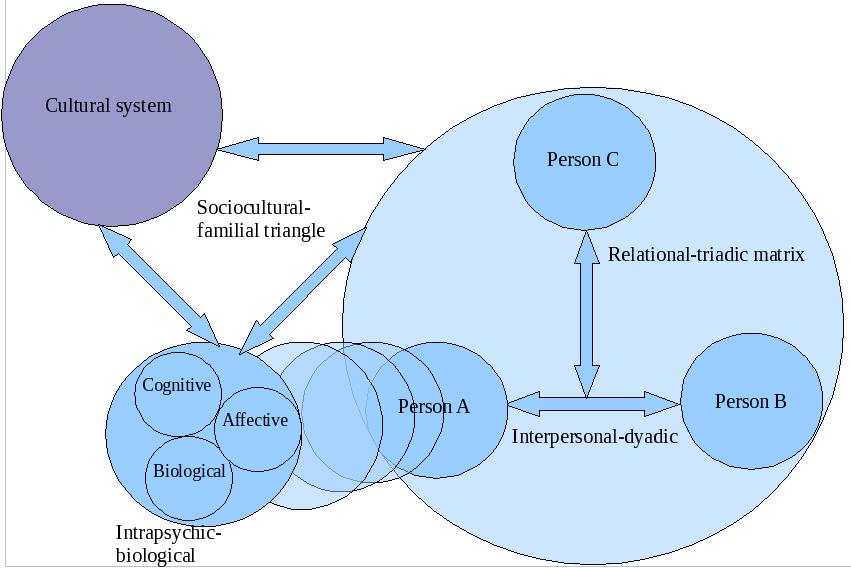
نظاميات الشخصية